# 西山會議

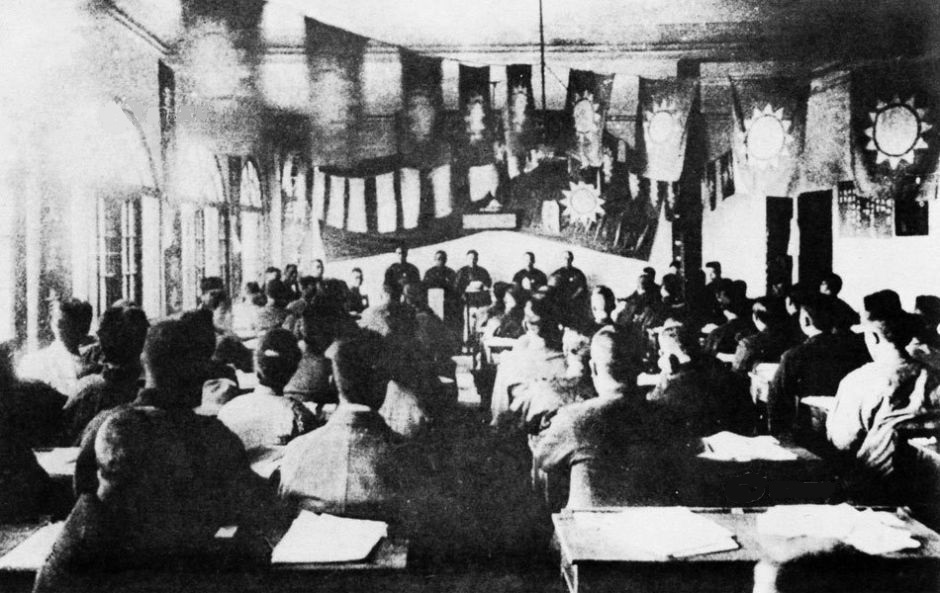
1925年11月23日，在孙中山停灵的西山碧云寺，邹鲁、谢持、林森等12名国民党人开会，反对容共政策。

西山會議，1925年11月23日至1925年12月2日，中國國民黨部分中央執行委員、中央監察委員和候補中央執行委員在北京西山碧雲寺以“中國國民黨一屆四中全會”名义召开的会议。会议要求加入中国国民党的共产党员一律退出国民党，解雇时任中央執行委員會最高顧問的苏联人鲍罗廷，开除谭平山、李大钊、毛泽东等中央执行委员、候补委员之职，并宣布停止广州中央执行委员会的职权。
參会的邹鲁、林森、居正、戴季陶、吳稚暉、覃振、石青阳、石瑛、沈定一、叶楚伧、王昆仑，监察委员谢持、张继，候补执行委员茅祖权、傅汝霖等主要政治人物，被称为“西山会议派”，是国民党内的一个右翼派别。会后，西山会议派在上海另立国民党中央，与广东的中央相对抗。

## 簡介
西山集結初始意並非為政治，目的只是到孫中山靈柩所在碧雲寺超度、誦經念佛，出席西山会议的主要人员大多是佛學素養極深之居士和道親，有林森、居正、鄒魯、葉楚傖、張繼、戴季陶、謝持、覃振、沈定一、茅祖权、張知本、傅汝霖、石瑛、石青陽等14人；
西山会议通过决议，宣布中国共产党非法，並通過“取消共產黨員在國民黨中之黨籍”、“開除國民黨中央執行委員會中的共產黨員”、“解僱顧問鮑羅廷”等反蘇、反共、反對國共合作的議案。
1926年12月13日，此派人士宣佈接管国民党上海执行部，即另立國民黨中央黨部于上海，與廣州國民黨中央相對抗。由此可见，西山会议派的主要政治纲领是反共。在共产党内部，西山会议派亦被称为国民党党内的國民黨右派势力。西山会议派反對汪精衛的联共，与长期支持“联俄容共”的国民党内部以廖仲愷、邓演达为首的左派不合。
1926年1月中國國民黨第二次全國代表大會通過了彈劾西山會議派的決議，決定永遠開除鄒魯、謝持的黨籍。1927年蔣中正發動清黨後，通令取消“打倒西山會議派”的决议，恢復鄒魯等人黨籍，同时停止与苏联的合作，打击邓演达为首的国民党左派。因此，亦有学者认为国民党从此自左翼政党转变为右翼政党；可是西山會議派素來以孫中山時代長老自居，惹蔣中正反感；再者蔣重用CC派、黃埔派、軍統局，西山會議派自此日薄西山，轉至教育體系教導國父思想。